# صفحه دریای باندا
صفحه دریای باندا (انگلیسی: Banda Sea Plate) یک صفحه زمین‌ساختی فرعی است که در زیر دریای باندا در جنوب شرق آسیا قرار دارد. این صفحه همچنین بخشی از جزیره سولاوسی، تمامی جزیره سرام و جزایر باندا را در بر می‌گیرد. این صفحه در جهت ساعت‌گرد مرز یان صفحه از شرق با صفحه بردز هد در غرب گینه نو، صفحه استرالیا، صفحه تیمور، صفحه سوندا و منطقه برخوردی دریای ملوک محدود می‌شود.
مرز غربی صفحه دریای باندا یک مرز همگرا است که عامل اصلی تشکیل کوه‌های غرب سولاوسی است. یک منطقه فرورانش نیز در مرز شرقی صفحه در نزدیکی جزیره سرام و در مرز جنوبی صفحه دریای باندا با صفحه تیمور وجود دارد. کافت کوچکی نیز در میانه سولاوسی وجود دارد.
صفحه دریای باندا از نظر لرزه‌خیزی بسیار فعال است و جایگاه چندین آتشفشان‌های و زمین‌لرزه بزرگ بوده است که بزرگ‌ترین آن‌ها زمین‌لرزه دریای باندا در سال ۱۹۳۸ بود که دارای شدت ۸٫۴ درجه در مقیاس بزرگای گشتاوری بود.